# Лишковиці (Поддембицький повіт)
Лишковиці (пол. Łyszkowice) — село в Польщі, у гміні Пенчнев Поддембицького повіту Лодзинського воєводства.
Населення — 36 осіб (2011).
У 1975-1998 роках село належало до Серадзького воєводства.

## Демографія
Демографічна структура станом на 31 березня 2011 року:
|          | Загалом | Допрацездатний вік | Працездатний вік | Постпрацездатний вік |
| -------- | ------- | ------------------ | ---------------- | -------------------- |
| Чоловіки | 21      | 4                  | 14               | 3                    |
| Жінки    | 15      | 2                  | 9                | 4                    |
| Разом    | 36      | 6                  | 23               | 7                    |